# Lamarche (Vosges)
Pour les articles homonymes, voir Lamarche.
Lamarche est une commune française située dans le département des Vosges, en région Grand Est.
Ses habitants sont appelés les Lamarchois.

## Géographie

### Localisation
À l'extrême sud-ouest du département des Vosges et de la Lorraine, Lamarche doit son nom à sa situation à la frontière de la Lorraine, de la Champagne et de la Franche-Comté, dans une zone qui était déjà la limite entre trois peuples gaulois : les Leuques du côté vosgien, les Lingons du côté de la Haute-Marne et les Séquanes en Franche-Comté. Lamarche est située à 16 km de Bourbonne-les-Bains, 17 km de Monthureux-sur-Saône, 20 km de Contrexéville, 23 km de Bourmont, 25 km de Montigny-le-Roi, 32 km de Jussey et 37 km de Neufchâteau.
Le lieudit Aureil-Maison est sur le tracé du sentier de grande randonnée 7.

### Communes limitrophes
| Tollaincourt                     | Villotte Martigny-les-Bains | Morizécourt |
| Romain-aux-Bois                  | Lamarche                    | Serécourt   |
| Larivière-Arnoncourt Haute-Marne | Mont-lès-Lamarche           | Isches      |

### Relief et géologie
La ville est entourée de mamelons escarpés : le mont des Fourches (501 m) à l'est, le mont Saint-Étienne (477 m) au nord, la côte de Mont (452 m) au sud. À l'ouest, c'est la forêt de Morimond qui forme une barrière traversée seulement par la D 429 en direction de Fresnoy-en-Bassigny.

### Voies de communication et transports

#### Transports en commun
- Fluo Grand Est.

#### Lignes SNCF
Lamarche est sur la ligne ferroviaire à double voie de la ligne de Merrey à Hymont - Mattaincourt inaugurée en 1881. Du fait du mauvais entretien et d'une fréquentation faible, le service voyageurs a été interrompu le 17 décembre 2016. Toutefois, il a partiellement repris le 5 avril 2019 grâce à la création d'une liaison Paris – Contrexéville – Vittel, fonctionnant les vendredis, dimanches et jours fériés, de début avril à début novembre.

### Hydrographie et les eaux souterraines
Hydrogéologie et climatologie : Système d’information pour la gestion des eaux souterraines du bassin Rhin-Meuse :
Territoire communal : Occupation du sol (Corinne Land Cover); Cours d'eau (BD Carthage),
Géologie : Carte géologique; Coupes géologiques et techniques,
 Hydrogéologie : Masses d'eau souterraine; BD Lisa; Cartes piézométriques.

#### Réseau hydrographique
La commune est située pour partie dans le bassin versant de la Meuse au sein du bassin Rhin-Meuse et pour partie dans le bassin versant de la Saône au sein du bassin Rhône-Méditerranée-Corse. Elle est drainée par le Mouzon, le ruisseau Haut Fer, le ruisseau le Flambart, le ruisseau de Romain-Aux-Bois, le ruisseau le Petit Mouzon, le ruisseau de Graveilles, le ruisseau de Gris Fontaine, le ruisseau de la Coutelotte, le ruisseau de la Fontaine Aux Dames, le ruisseau de la Mauve et le ruisseau des Deserts,.
Le Mouzon, d’une longueur de 63,3 kilomètres, prend sa source sur le territoire de Serocourt, s’oriente vers l'ouest puis vers le nord peu après avoir quitté les localités de Rocourt et Tollaincourt, jusqu'aux abords de son confluent avec la Meuse.
Le ruisseau Haut Fer, d'une longueur totale de 12,8 km, prend sa source dans la commune  et se jette dans la Saône à Fignévelle, après avoir traversé six communes.

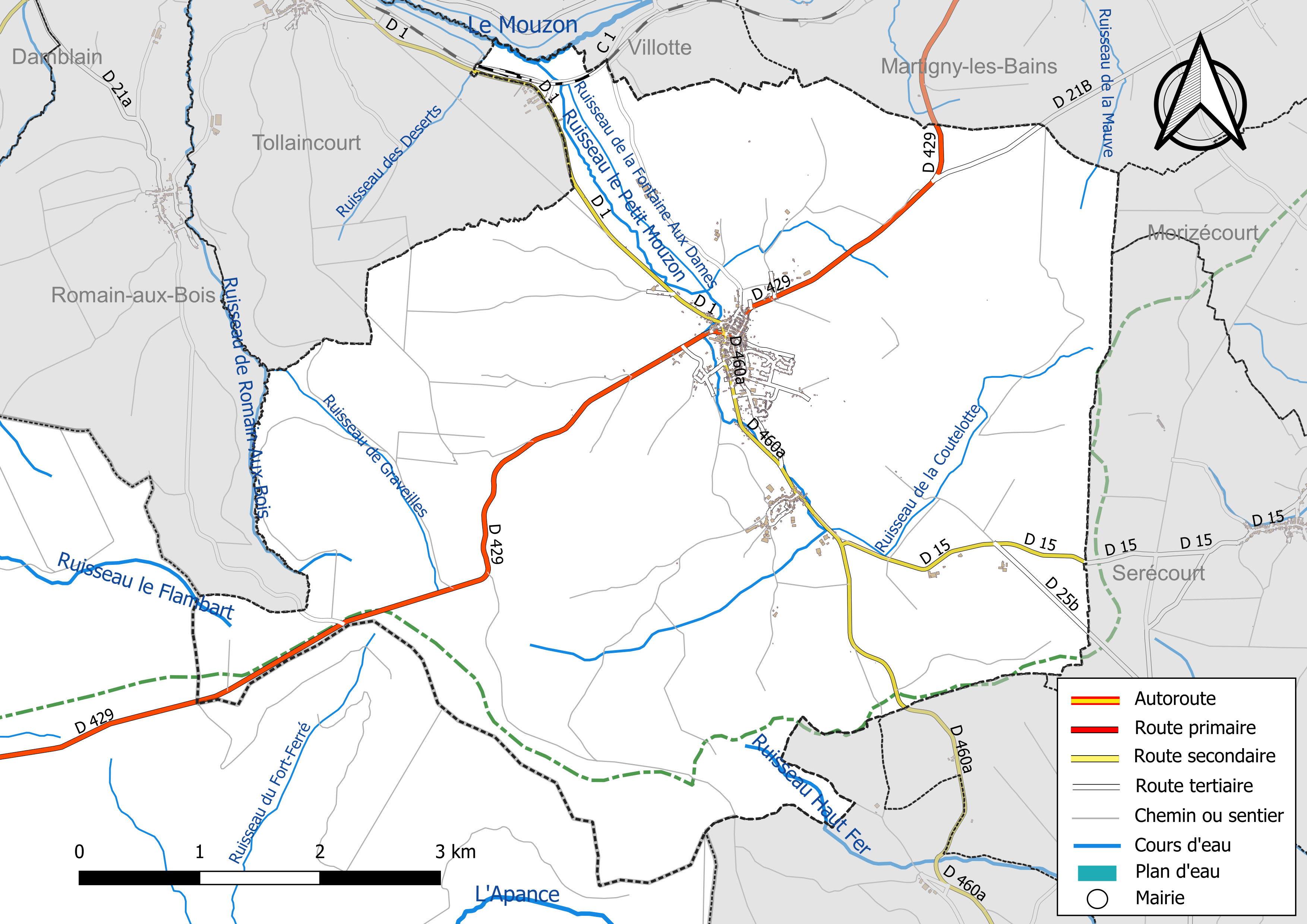
Réseaux hydrographique et routier de Lamarche.

Le ruisseau le Flambart, d'une longueur totale de 18,2 km, prend sa source dans la commune  et se jette dans la Meuse à Audeloncourt, après avoir traversé quatre communes.
Le ruisseau Haut Fer, d'une longueur totale de 12,8 km, prend sa source dans la commune  et se jette dans la Saône à Fignévelle, après avoir traversé six communes.

#### Gestion et qualité des eaux
Le territoire communal est couvert par le schéma d'aménagement et de gestion des eaux (SAGE) « Nappe des Grès du Trias Inférieur ». Ce document de planification, dont le territoire comprend le périmètre de la zone de répartition des eaux de la nappe des Grès du trias inférieur (GTI), d'une superficie de 1 497 km2, est en cours d'élaboration. L’objectif poursuivi est de stabiliser les niveaux piézométriques de la nappe des GTI et atteindre l'équilibre entre les prélèvements et la capacité de recharge de la nappe. Il doit être cohérent avec les objectifs de qualité définis dans les SDAGE Rhin-Meuse et Rhône-Méditerranée. La structure porteuse de l'élaboration et de la mise en œuvre est le conseil départemental des Vosges.
La qualité des eaux de baignade et des cours d’eau peut être consultée sur un site dédié géré par les agences de l’eau et l’Agence française pour la biodiversité.

### Climat
Pour des articles plus généraux, voir Climat du Grand Est et Climat des Vosges.
En 2010, le climat de la commune est de type climat de montagne, selon une étude du Centre national de la recherche scientifique s'appuyant sur une série de données couvrant la période 1971-2000. En 2020, Météo-France publie une typologie des climats de la France métropolitaine dans laquelle la commune est exposée à un climat océanique altéré et est dans la région climatique  Lorraine, plateau de Langres, Morvan, caractérisée par un hiver rude (1,5 °C), des vents modérés et des brouillards fréquents en automne et hiver.
Pour la période 1971-2000, la température annuelle moyenne est de 9,6 °C, avec une amplitude thermique annuelle de 17,1 °C. Le cumul annuel moyen de précipitations est de 949 mm, avec 13,1 jours de précipitations en janvier et 9,4 jours en juillet. Pour la période 1991-2020, la température moyenne annuelle observée sur la station météorologique de Météo-France la plus proche, « St Ouen-lès-Parey_sapc », sur la commune de Saint-Ouen-lès-Parey à 13 km à vol d'oiseau, est de 10,0 °C et le cumul annuel moyen de précipitations est de 806,8 mm. 
La température maximale relevée sur cette station est de 39,4 °C, atteinte le 25 juillet 2019 ; la température minimale est de −22 °C, atteinte le 20 décembre 2009,,.
Les paramètres climatiques de la commune ont été estimés pour le milieu du siècle (2041-2070) selon différents scénarios d'émission de gaz à effet de serre à partir des nouvelles projections climatiques de référence DRIAS-2020. Ils sont consultables sur un site dédié publié par Météo-France en novembre 2022.

## Urbanisme

### Typologie
Au 1er janvier 2024, Lamarche est catégorisée bourg rural, selon la nouvelle grille communale de densité à sept niveaux définie par l'Insee en 2022.
Elle est située hors unité urbaine. Par ailleurs la commune fait partie de l'aire d'attraction de Vittel - Contrexéville, dont elle est une commune de la couronne,. Cette aire, qui regroupe 72 communes, est catégorisée dans les aires de moins de 50 000 habitants,.

### Occupation des sols
L'occupation des sols de la commune, telle qu'elle ressort de la base de données européenne d’occupation biophysique des sols Corine Land Cover (CLC), est marquée par l'importance des forêts et milieux semi-naturels (56,4 % en 2018), une proportion identique à celle de 1990 (56,4 %). La répartition détaillée en 2018 est la suivante : 
forêts (52,9 %), prairies (32,3 %), terres arables (9,1 %), milieux à végétation arbustive et/ou herbacée (3,5 %), zones urbanisées (2,2 %). L'évolution de l’occupation des sols de la commune et de ses infrastructures peut être observée sur les différentes représentations cartographiques du territoire : la carte de Cassini (XVIIIe siècle), la carte d'état-major (1820-1866) et les cartes ou photos aériennes de l'IGN pour la période actuelle (1950 à aujourd'hui).

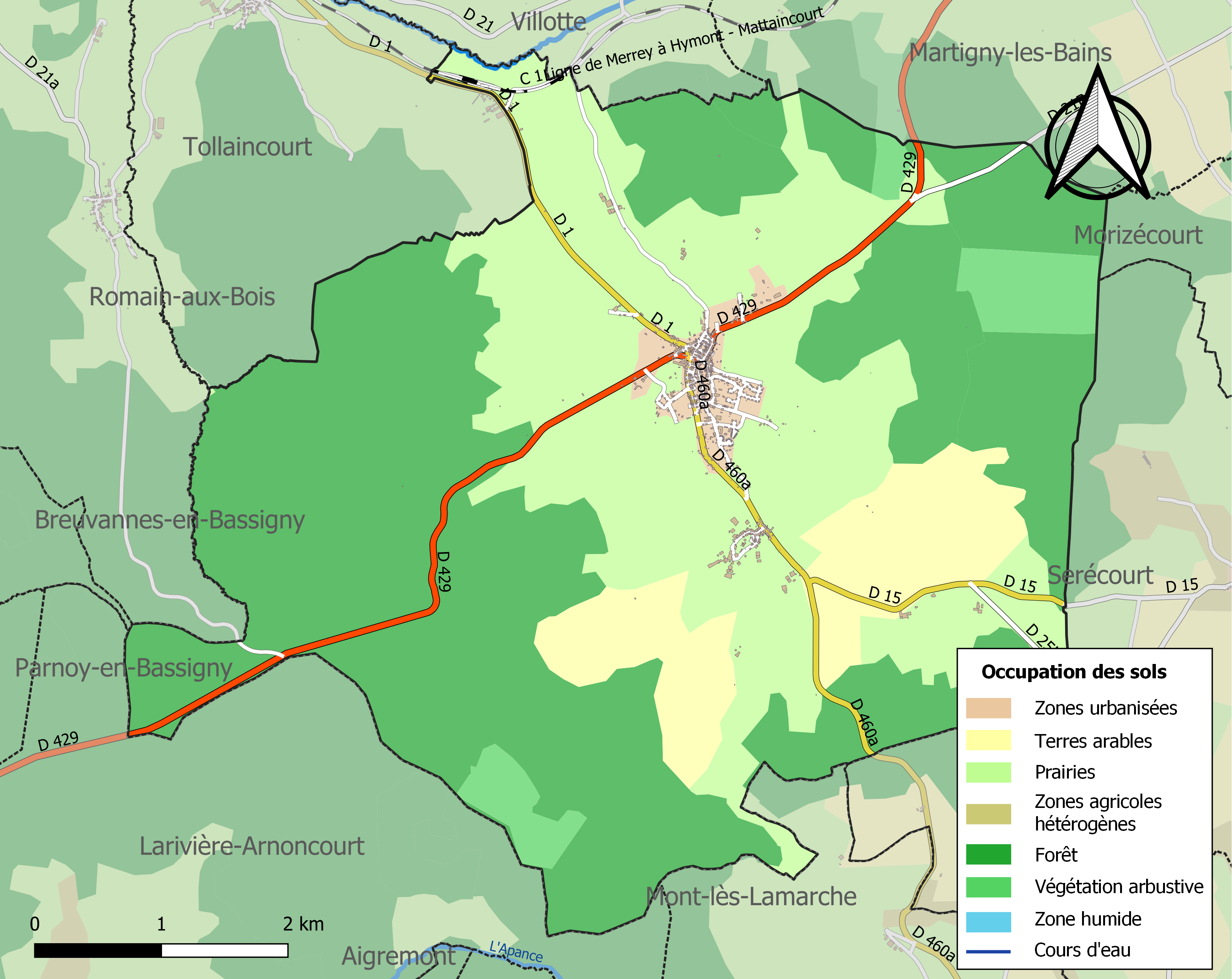
Carte des infrastructures et de l'occupation des sols de la commune en 2018 (CLC).

## Toponymie
Anciennes mentions : Marchia (1217 et 1238), La Marche (1301), De Marchiis (1402), La Marche en Barrois (1751), Marchisia (1768), La Marche (1793 et 1801),.
La première attestation de la localité est sous le nom de Marchia en 1217, d'une racine germanique marka, « frontière », repris en latin médiéval sous la forme marca ou marchala, de même sens.

## Histoire
Lamarche s'est développée au carrefour de deux grandes voies antiques, la voie de Langres à Strasbourg par le Donon, et la voie venant de Besançon qui rattrapait à Nijon le grand axe Lyon - Toul - Metz - Trèves. Située aux marches de la Lorraine et du Barrois, elle fut le siège d'un bailliage du comté de Bar puis une prévôté du duché de Lorraine. Le bourg fut fortifié et protégé par un château qui fut vraisemblablement détruit lors de la guerre de Trente Ans.
En 1424, la défense de Lamarche est organisée. Philippe de Norroy est fait gouverneur de Bassigny par René d'Anjou, duc de Bar car le bailliage est particulièrement exposé aux incursions des routiers anglo-bourguignons en lutte contre Robert de Baudricourt, vassal du dauphin Charles VII. Le 13 octobre, Jean de Vergy aidé d'une garnison anglaise forte de trois cents chevaux, part de la ville Montigny-le-Roi pour se porter au devant de la citadelle de Lamarche. Du 15 au 18 octobre 1424, Philippe de Norroy, aidé de Huart de Mandres bailli de Bassigny, réunit à Lamarche près de 140 hommes d'armes en vue de défendre le pays. Vaincues les troupes ennemies battent en retraite mais ravagent les villages alentour dont Serocourt.
En 1425, les garnisons de Lamarche furent à nouveau renforcées afin de faire face à un nouvel assaut du sire de Vergy. À cet effet, Philippe de Norroy reçoit une somme de 100 livres pour solder des gens de guerre au service du duc.
La Marche a été chef-lieu de district sous la Révolution.
De son passé historique et architectural, le bourg conserve une église ancienne, de nombreux édifices civils de belle facture, ainsi qu'une belle chapelle romane dans l'écart d'Aureil-Maison.
1843 : premier cimetière éloigné de l'église, situé à côté du château de la Trinité. On y trouve notamment une chapelle funéraire de la famille de Bourgogne et de la famille de Maussabré, anciens propriétaires du château aux XIXe et XXe siècles.
1927 : second cimetière éloigné de l'église, inauguré par le maire Camille Picard, en face du premier cimetière.

## Politique et administration

### Liste des maires
| Période                                  | Période                    | Identité            | Étiquette      | Qualité                                                                                                  |
| ---------------------------------------- | -------------------------- | ------------------- | -------------- | --- |
| Les données manquantes sont à compléter. |                            |                     |                | |
| 1908                                     | 1940                       | Camille Picard      | Rad.           | Député (1910-1919, 1924-1928, 1932-1936) Conseiller général du canton de Lamarche (1912-1919, 1925-1940) |
| 1940                                     | mars 1945                  | Henri Laurent       | Sans étiquette | Industriel                                                                                               |
| Les données manquantes sont à compléter. |                            |                     |                | |
| mars 1977                                | mars 1989                  | Jean-Pierre Antoine | Gauche         | Principal-adjoint de collège                                                                             |
| mars 1989                                | mars 2001                  | Gérard Voilquin     | Droite         | Chirurgien-dentiste                                                                                      |
| mars 2001                                | En cours (au 09 août 2020) | Daniel Vagné        | Sans étiquette | Artisan-boulanger-patissier                                                                              |

### Budget et fiscalité 2022

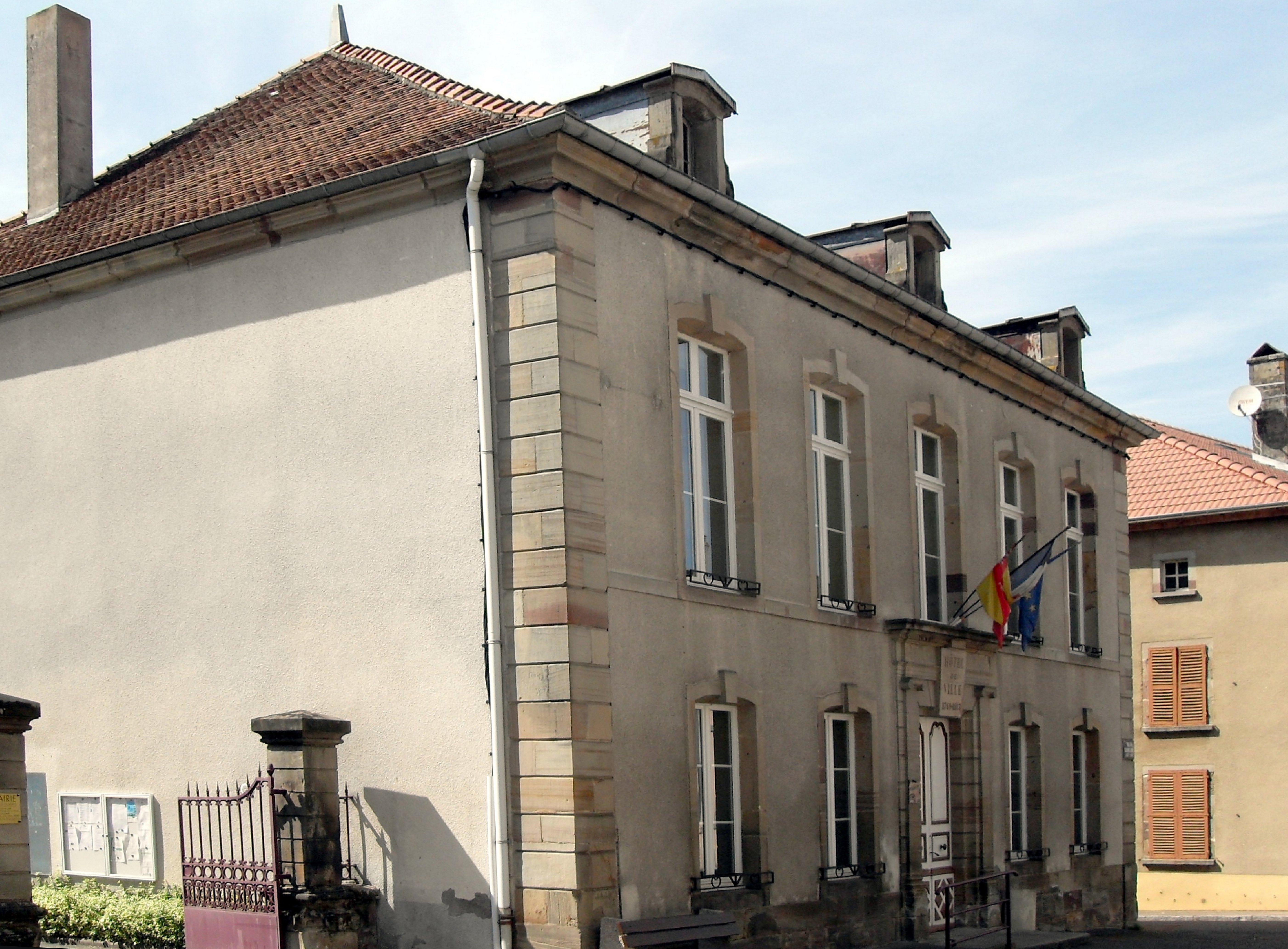
L'hôtel de ville.

En 2022, le budget de la commune était constitué ainsi :
- total des produits de fonctionnement : 777 000 €, soit 889 € par habitant ;
- total des charges de fonctionnement : 616 000 €, soit 705 € par habitant ;
- total des ressources d'investissement : 43 000 €, soit 49 € par habitant ;
- total des emplois d'investissement : 344 000 €, soit 393 € par habitant ;
- endettement : 39 000 €, soit 45 € par habitant.

Avec les taux de fiscalité suivants :
- taxe d'habitation : 12,08 % ;
- taxe foncière sur les propriétés bâties : 34,77 % ;
- taxe foncière sur les propriétés non bâties : 13,57 % ;
- taxe additionnelle à la taxe foncière sur les propriétés non bâties : 0,00 % ;
- cotisation foncière des entreprises : 0,00 %.

Chiffres clés Revenus et pauvreté des ménages en 2021 : médiane en 2021 du revenu disponible, par unité de consommation : 19 680 €.

## Population et société

### Démographie

#### Évolution démographique
L'évolution du nombre d'habitants est connue à travers les recensements de la population effectués dans la commune depuis 1793. Pour les communes de moins de 10 000 habitants, une enquête de recensement portant sur toute la population est réalisée tous les cinq ans, les populations de référence des années intermédiaires étant quant à elles estimées par interpolation ou extrapolation. Pour la commune, le premier recensement exhaustif entrant dans le cadre du nouveau dispositif a été réalisé en 2008.

En 2022, la commune comptait 814 habitants, en évolution de −13,31 % par rapport à 2016 (Vosges : −2,96 %, France hors Mayotte : +2,11 %).
| 1793  | 1800  | 1806  | 1821  | 1831  | 1836  | 1841  | 1846  | 1856  |
| ----- | ----- | ----- | ----- | ----- | ----- | ----- | ----- | ----- |
| 1 674 | 1 554 | 1 612 | 1 480 | 1 625 | 1 741 | 1 841 | 2 029 | 1 804 |

| 1861  | 1866  | 1872  | 1876  | 1881  | 1886  | 1891  | 1896  | 1901  |
| ----- | ----- | ----- | ----- | ----- | ----- | ----- | ----- | ----- |
| 1 832 | 1 719 | 1 754 | 1 783 | 1 693 | 1 664 | 1 651 | 1 625 | 1 481 |

| 1906  | 1911  | 1921  | 1926  | 1931  | 1936  | 1946  | 1954  | 1962  |
| ----- | ----- | ----- | ----- | ----- | ----- | ----- | ----- | ----- |
| 1 450 | 1 412 | 1 161 | 1 179 | 1 112 | 1 151 | 1 137 | 1 134 | 1 209 |

| 1968  | 1975  | 1982  | 1990  | 1999  | 2006  | 2008  | 2013 | 2018 |
| ----- | ----- | ----- | ----- | ----- | ----- | ----- | ---- | ---- |
| 1 201 | 1 333 | 1 338 | 1 258 | 1 159 | 1 084 | 1 062 | 983  | 864  |

| 2022 | - | - | - | - | - | - | - | - |
| ---- | - | - | - | - | - | - | - | - |
| 814  | - | - | - | - | - | - | - | - |

### Enseignement
Établissements d'enseignements :
- Écoles maternelles et primaires à Lamarche, Martigny-les-Bains, Isches.
- Collèges à Lamarche, Martigny-les-Bains.
- Lycées à Contrexéville, Mandres-sur-Vair.

### Santé
Professionnels et établissements de santé :
- Médecins à Lamarche, Martigny-les-Bains, Mont-lès-Lamarche, Vrécourt, Bourbonne-les-Bains.
- Pharmacies à Lamarche, Martigny-les-Bains, Mont-lès-Lamarche, Vrécourt, Bourbonne-les-Bains.
- Hôpitaux à Lamarche, Vittel, Neufchâteau, Ville-sur-Illon.

### Cultes
- Culte catholique, Paroisse Bienheureux Jean Baptiste Menestrel[34], Diocèse de Saint-Dié.

### Manifestations culturelles et festivités
- Calendrier des manifestations.

## Économie

### Entreprises et commerces

#### Agriculture
- Culture et élevage associés.
- Élevage de vaches laitières.
- Élevage d'autres bovins et de buffles.
- Exploitation forestière.

#### Tourisme
- Hébergements et restauration à Bourbonne-les-Bains, Monthureux-sur-Saône, Contrexéville, Bulgnaville.

#### Commerces
- Commerces et services de proximité.

## Culture locale et patrimoine

### Lieux et monuments

#### Édifices religieux

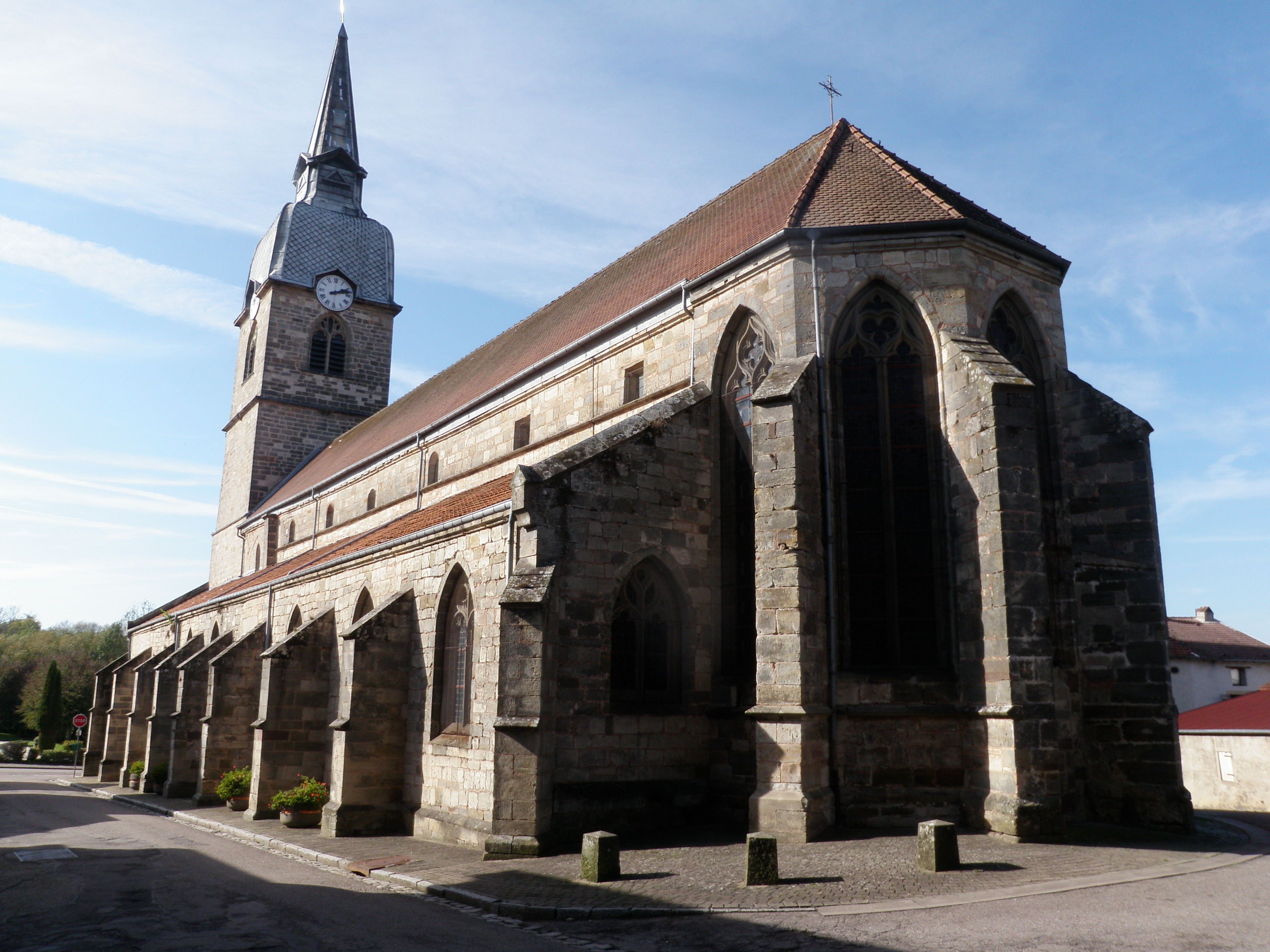
Chevet de l'église Notre Dame-de-l'Assomption.
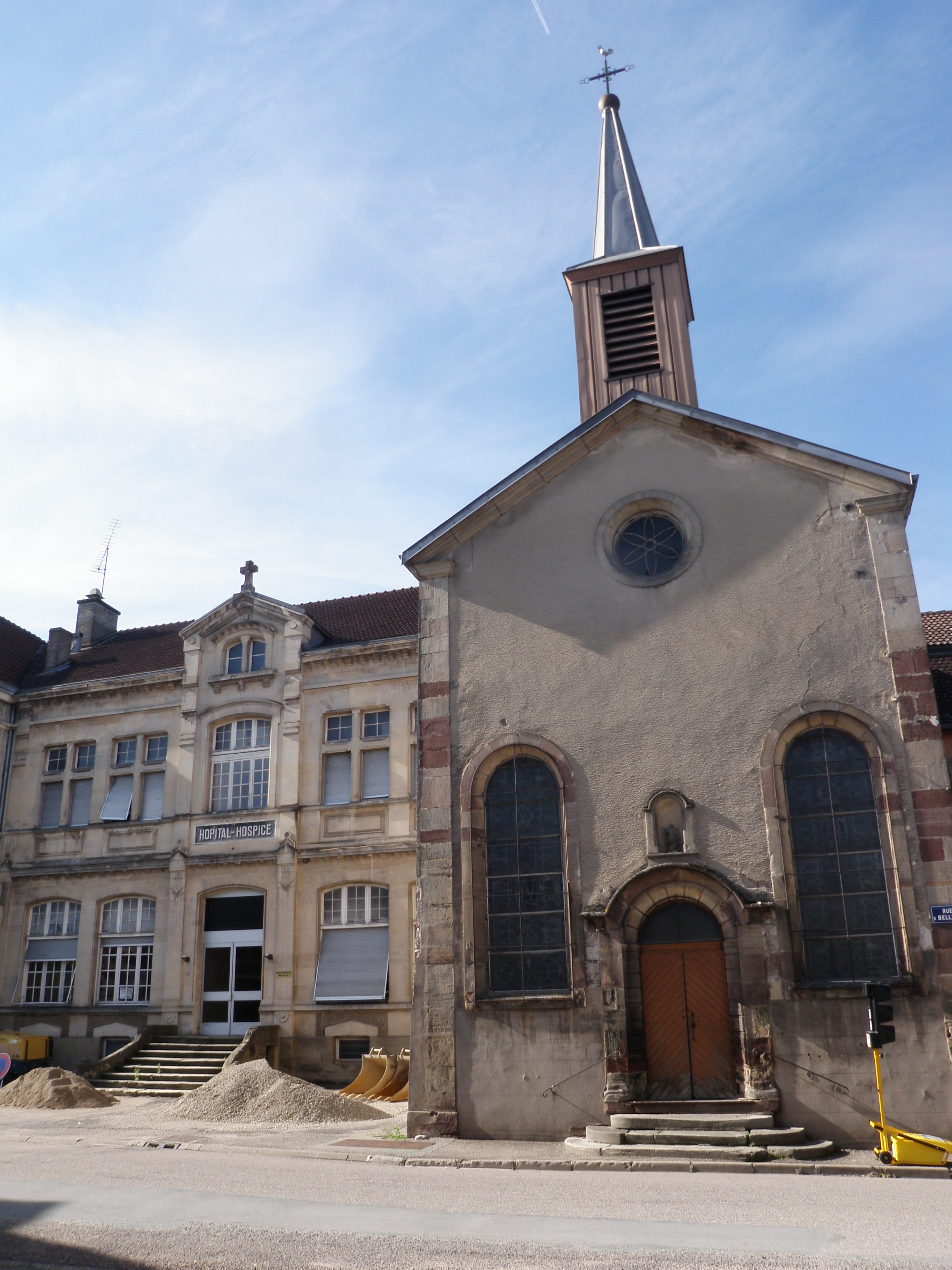
Hôpital local maison de retraite et sa chapelle Saint-Charles-Borromée.
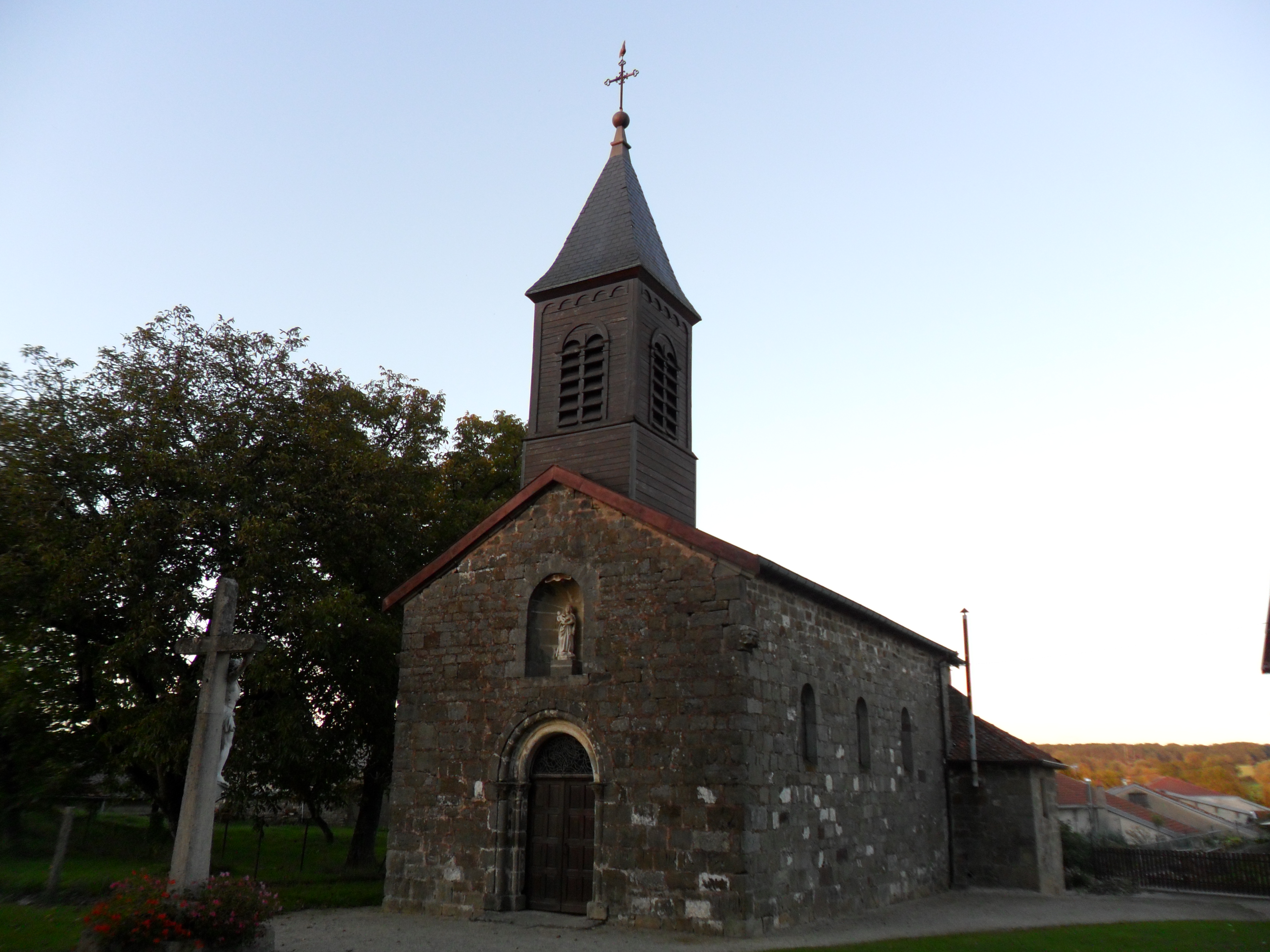
Chapelle d'Aureil-Maison (vue de devant).
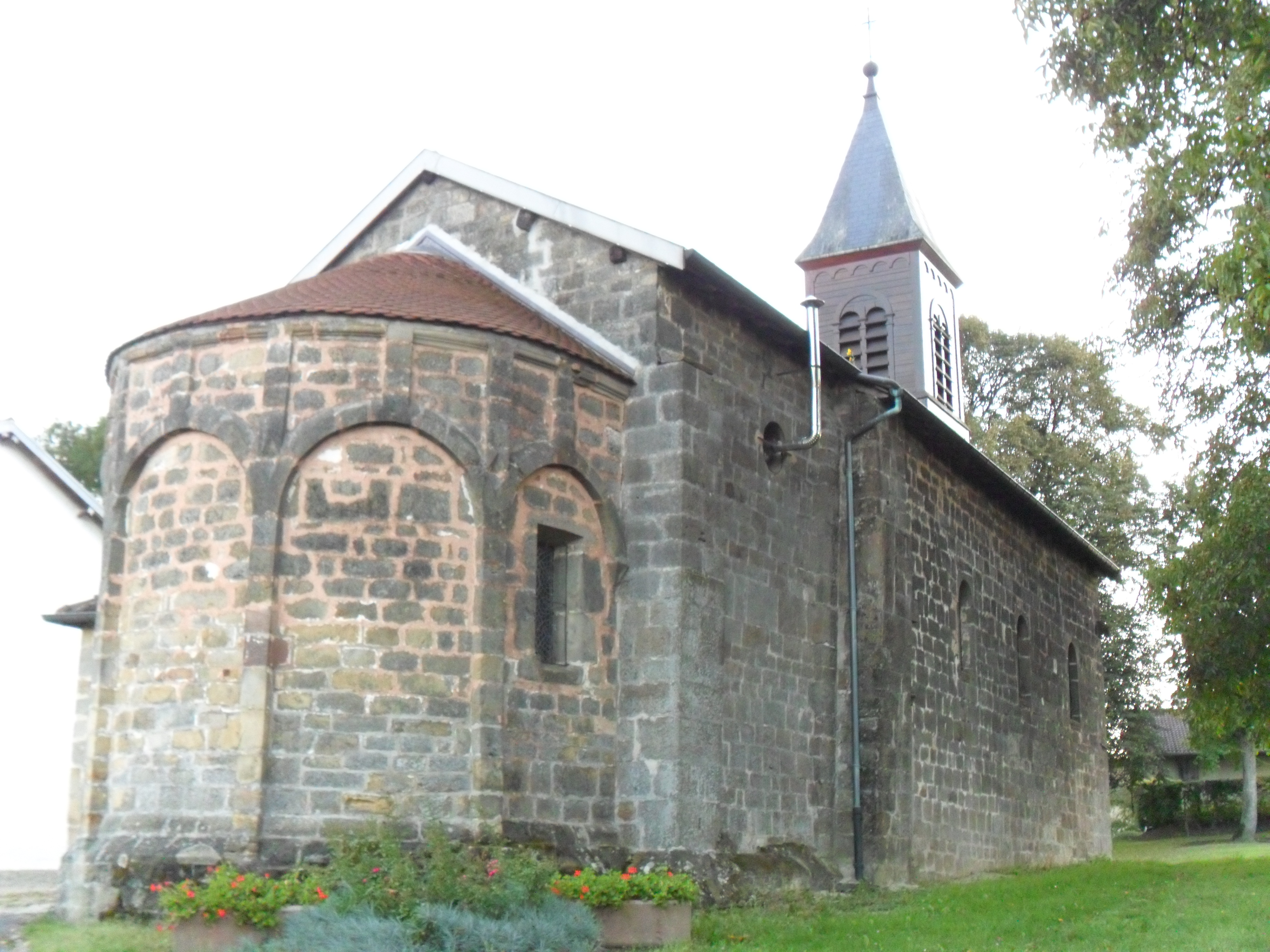
Chapelle d'Aureil-Maison (vue arrière).
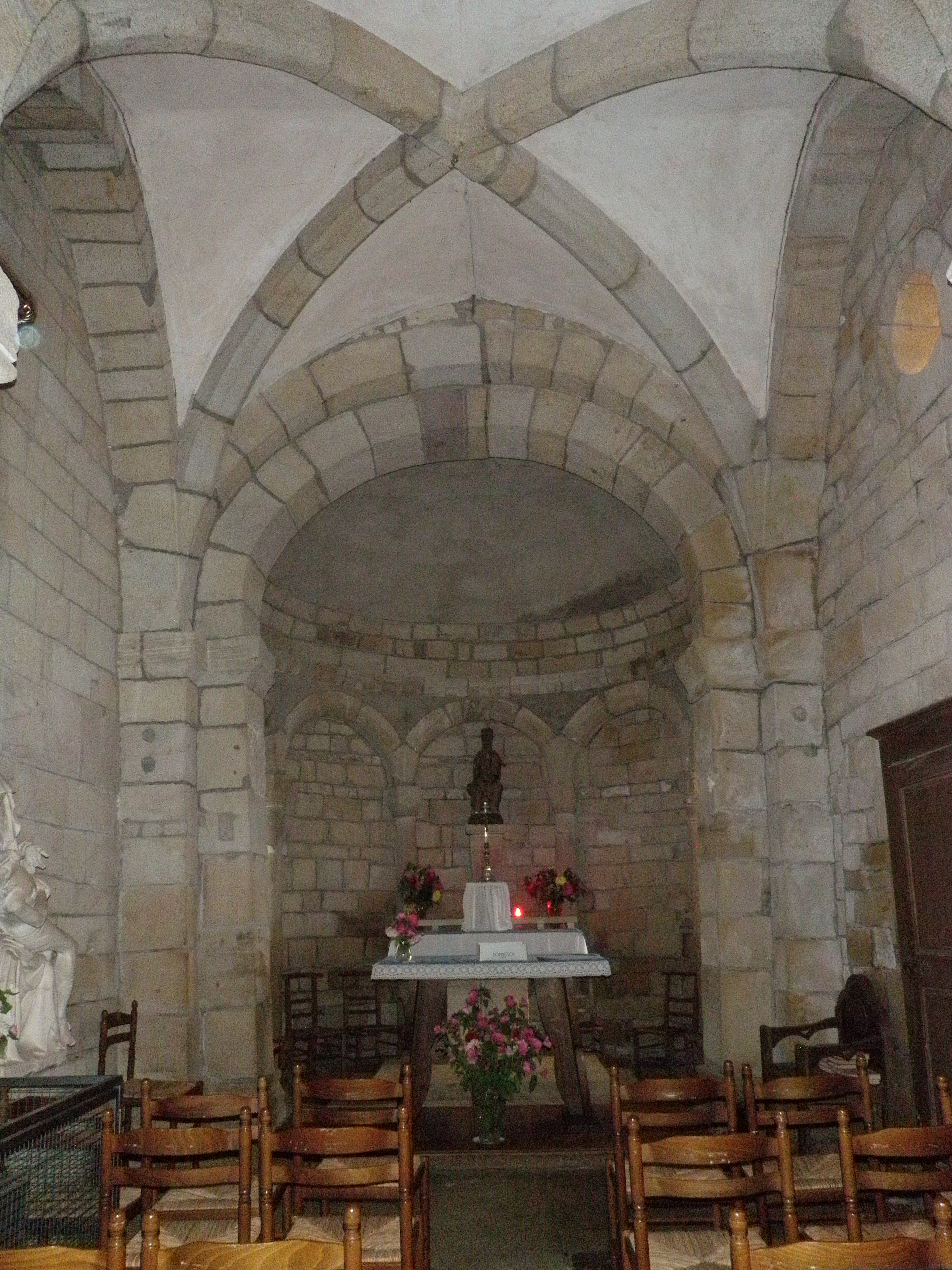
Intérieur de la chapelle d'Aureil-Maison.
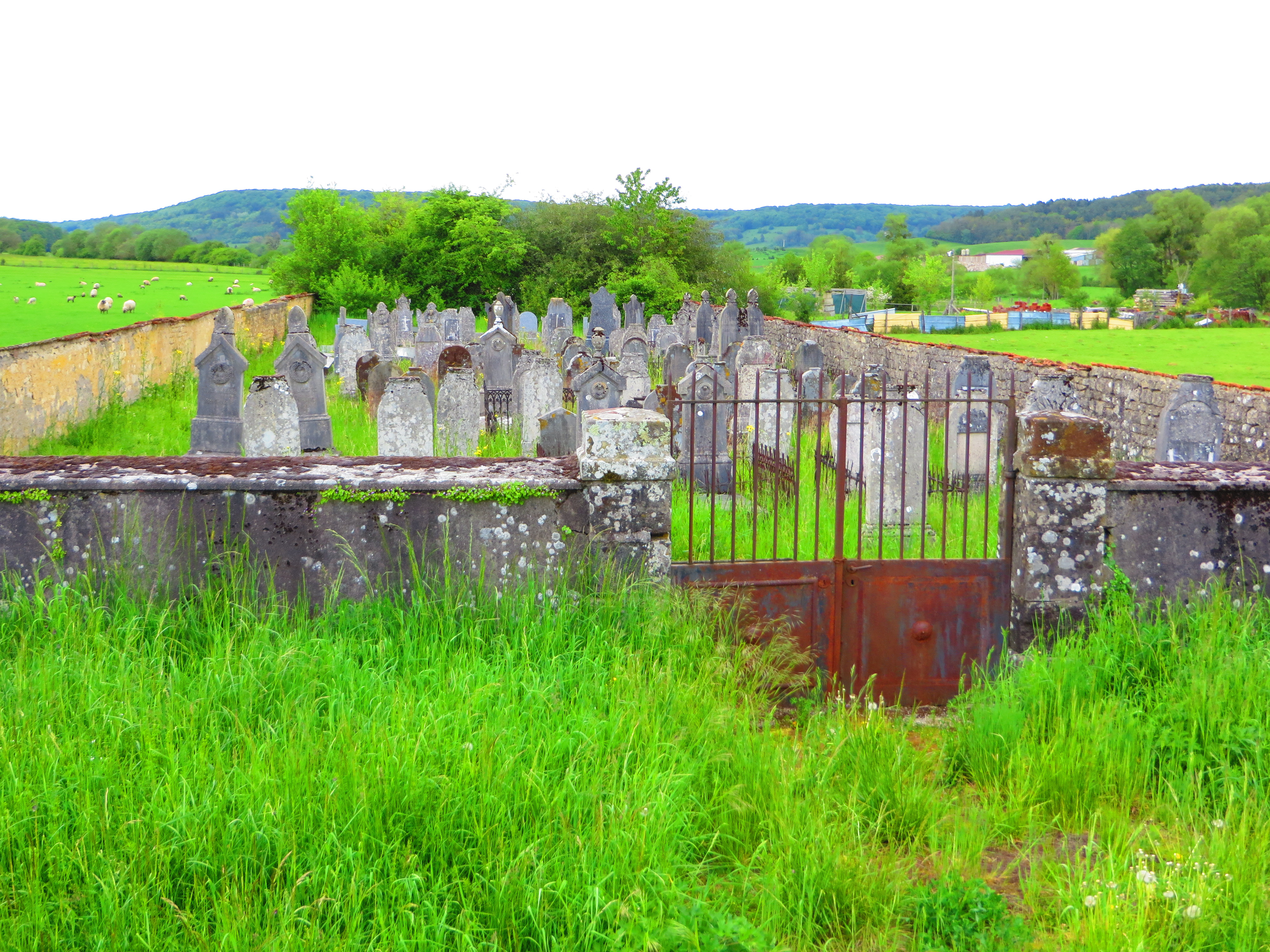
Cimetière israélite.

- Église Notre-Dame de l'Assomption de Lamarche[35], classée au titre des Monuments historiques en 1997, datant du XIIIe siècle.

Orgue de 1842 de Nicolas-Antoine Lété,,,, transformé en 1896 par Henri Didier.
Autel, tabernacle, 6 chandeliers (maître-autel).
Autel et retable de Jeanne d'Arc (anciennement sainte Anne).
Couvercle des fonts baptismaux.
Orfèvrerie.
- Hôpital local maison de retraite, avec sa chapelle Saint-Charles-Borromée (4 rue de Bellune)

Statue Vierge à l'Enfant.
Autel majeur : table d'autel, gradins d'autel, tabernacle et deux consoles.
Tableau Christ en croix.
Tableau : Saint Charles Borromée agenouillé devant un autel, remerciant Dieu d'avoir sauvé Milan.
Tableau Saint Nicolas.
Tableau Saint Charles Borromée communiant les victimes de la peste à Milan.
Lambris de revêtement (lambris du chœur).
Tableau : Promenade champêtre.
Tableau ex-voto : Dévouement de soeur Vincente Molina qui a sauvé la vie à six soldats français et à M. Charles Floriot.
- Les cimetières communaux : le premier de 1843 et le second de 1927 (rue du faubourg de France).
- Cimetière israélite de 1849 (rue de la Romaine)[54]. Il fait partie du patrimoine juif de Lorraine[55].
- Chapelle Notre-Dame d'Aureil-Maison du XIIe siècle (au hameau d'Aureil-Maison)[56],[57], inscrite au titre des monuments historiques par arrêté du mars 1926[58]. Sa simplicité un peu austère offre un exemple intéressant du type habituel des petites églises de la région à l'époque romane. Construite en grès, elle comprend une nef unique, débordant légèrement une travée de choeur barlongue, avec une abside semi-circulaire. L’abside est décorée extérieurement d'une quintuple arcature en plein cintre. Le choeur et l'abside dateraient d'un peu après 1150. Le style de la porte ne permet guère de placer la construction de la nef avant l'an 1200. Voir une description détaillée avec plan et photos dans l’ouvrage Églises romanes des Vosges[59].
- Calvaires :
  - Calvaire du chemin de la Maillarde, socle en pierre et croix en bois.
  - Calvaire de la croix de mission
- Ruines de la chapelle du parc ancien couvent des Trinitaires.
- Patrimoine architectural rural recensé par le service régional de l'Inventaire général du patrimoine culturel[60].

#### Édifices publics

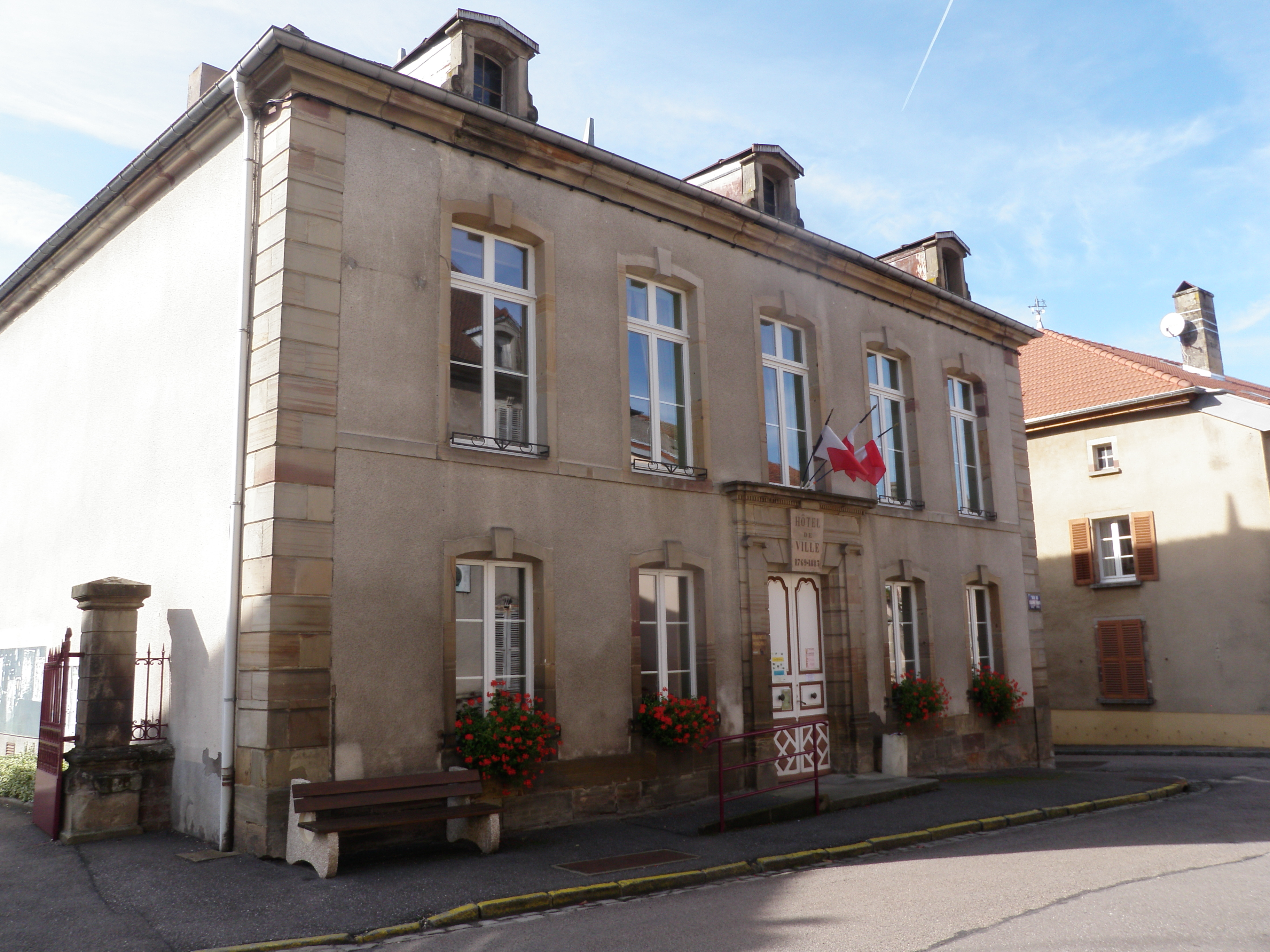
Hôtel de ville.
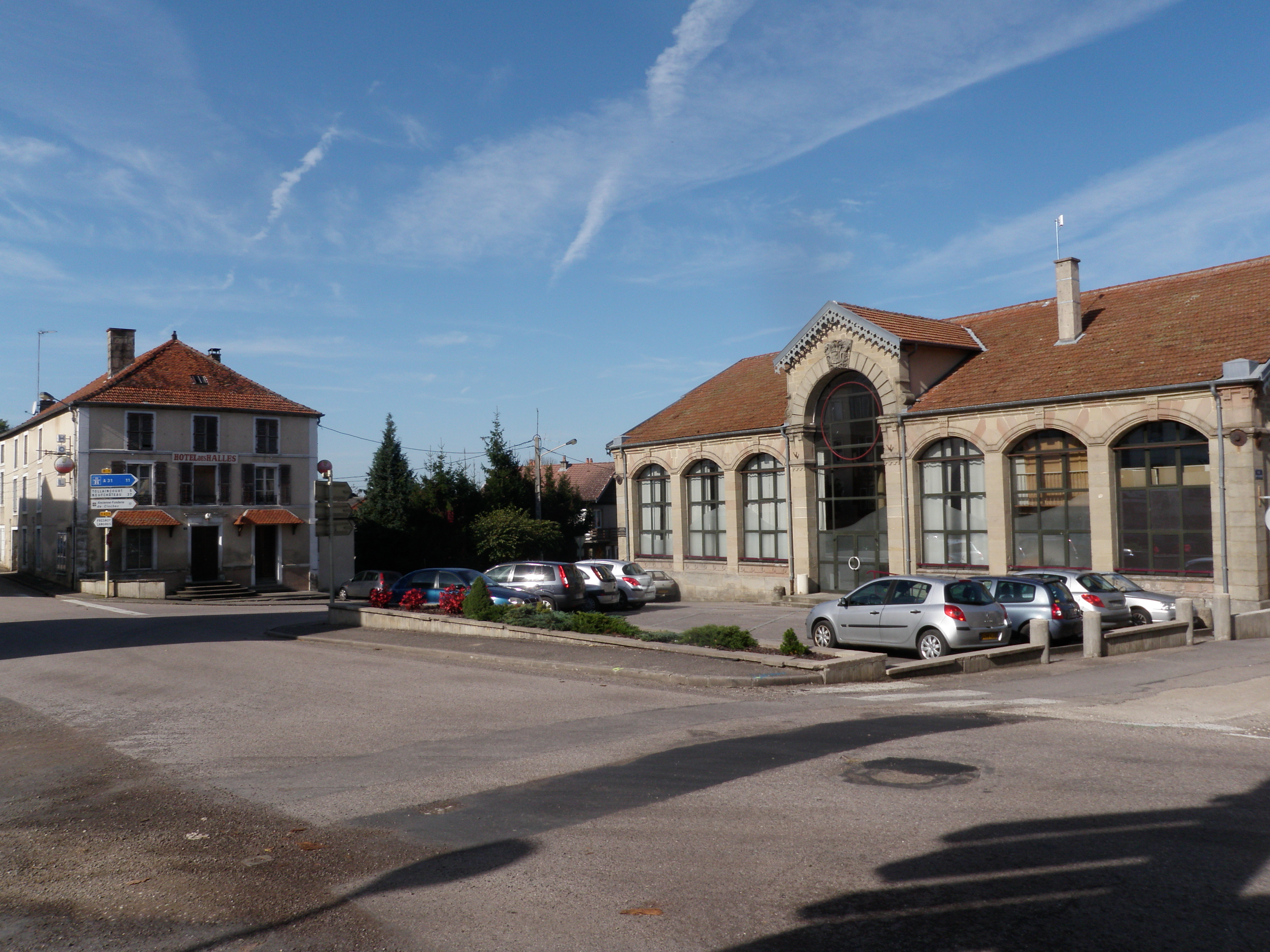
Anciennes halles et ancien hôtel des halles.
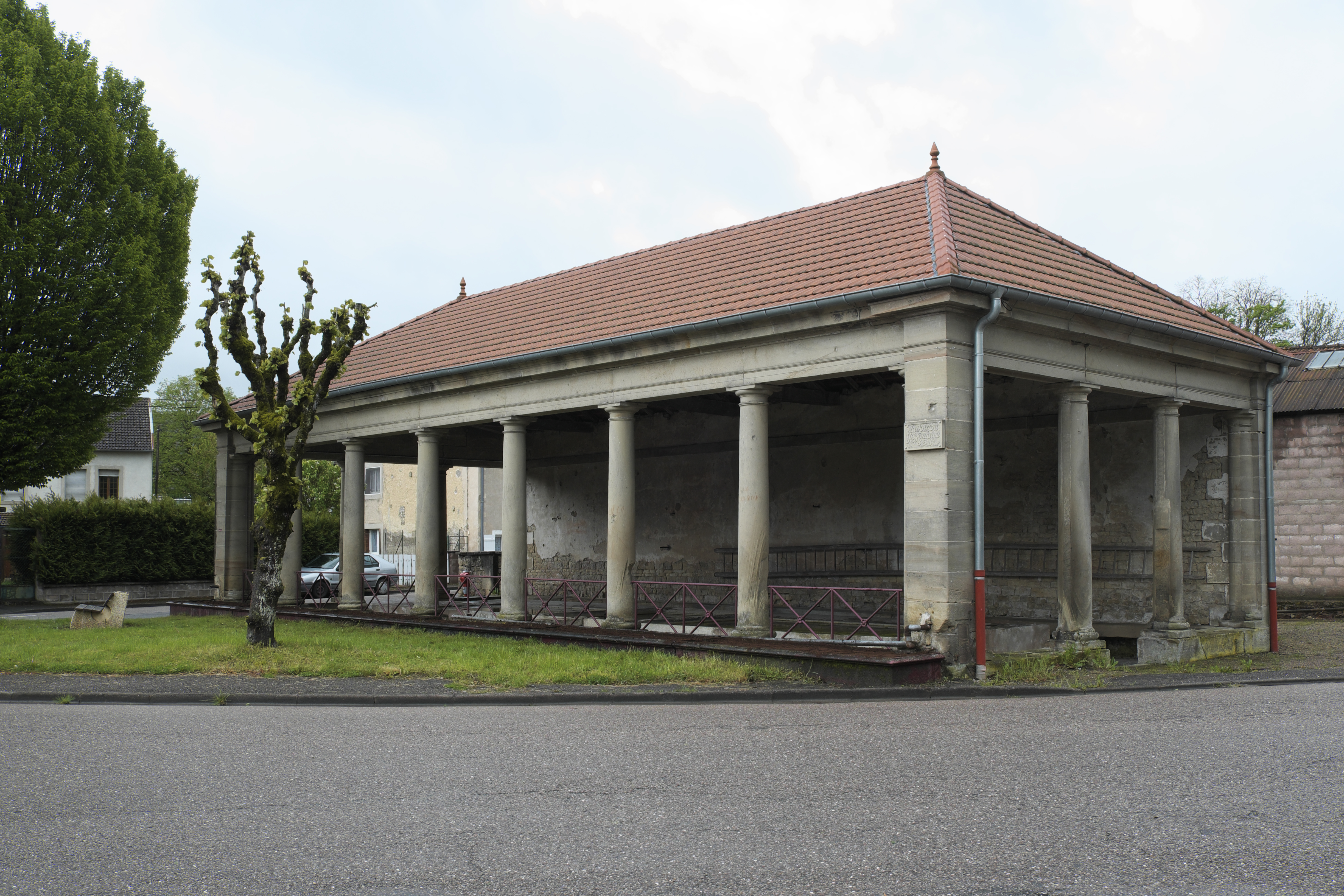
Lavoir du Grisfontaine

- Hôtel de ville (entre les 18 et 20 de la rue du colonel Renard)
- École communale (rue de l'école).
- Anciennes halles (rue du faubourg de France), transformées en salle des fêtes
- Lavoirs[61] construits au XIXe pour suivre les théories de l'hygiénisme :
  - Fontaine des Sources de 1835 (place Jules Ferry).
  - Fontaine du Rupt du Mai de 1837 (carrefour rue du Colonel Renard / rue Gambetta).
  - Lavoir du Grisfontaine de 1838 (carrefour rue St Nicolas / avenue de la Gare).
  - Lavoir du hameau d'Aureil-Maison de 1848 (carrefour rue de la Bondisse / rue de la Fontaine).
- Monument aux morts de 1921[62] (place Jules Ferry) ; il est surmonté d'une statue de poilu avec les bras croisés de François Cogné.
- Monument Victor Perrin (1764-1841), maréchal d'Empire, duc de Bellune (au centre de la place de Bellune agrémentée d'une fontaine). La maison natale de Victor Perrin se trouve presque en face de la place, au 12 rue de Bellune.
- Monument Charles Renard (1847-1905), rénovateur de l'aéronautique (sur la place du colonel Renard, rue de Bellune, en face de l'église Notre-Dame-de-l'Assomption). Œuvre de Paul Theunissen[63]
- Gare de Lamarche de 1881 située sur la ligne de Merrey à Hymont - Mattaincourt.

#### Édifices privés

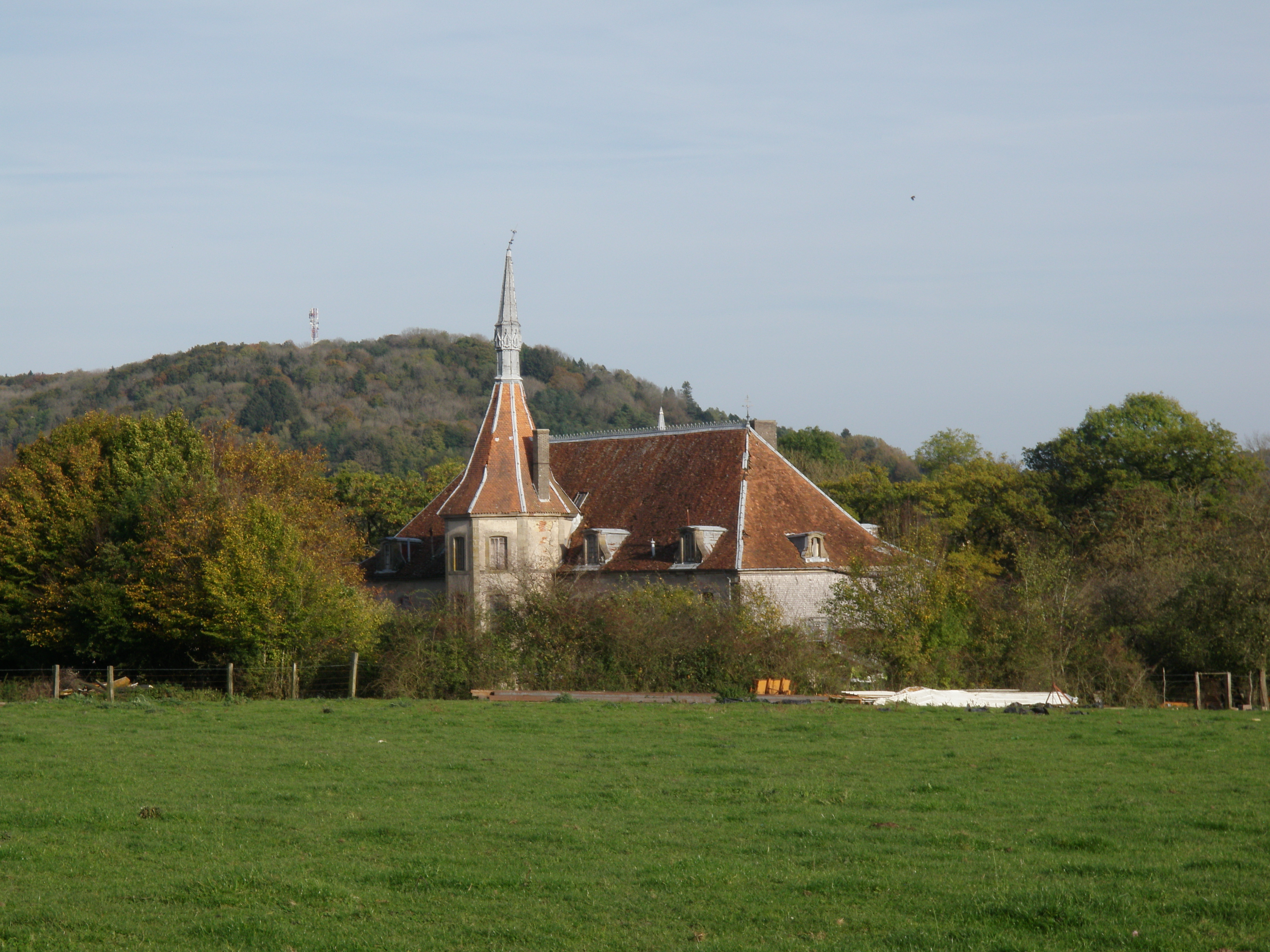
Château de la Trinité.
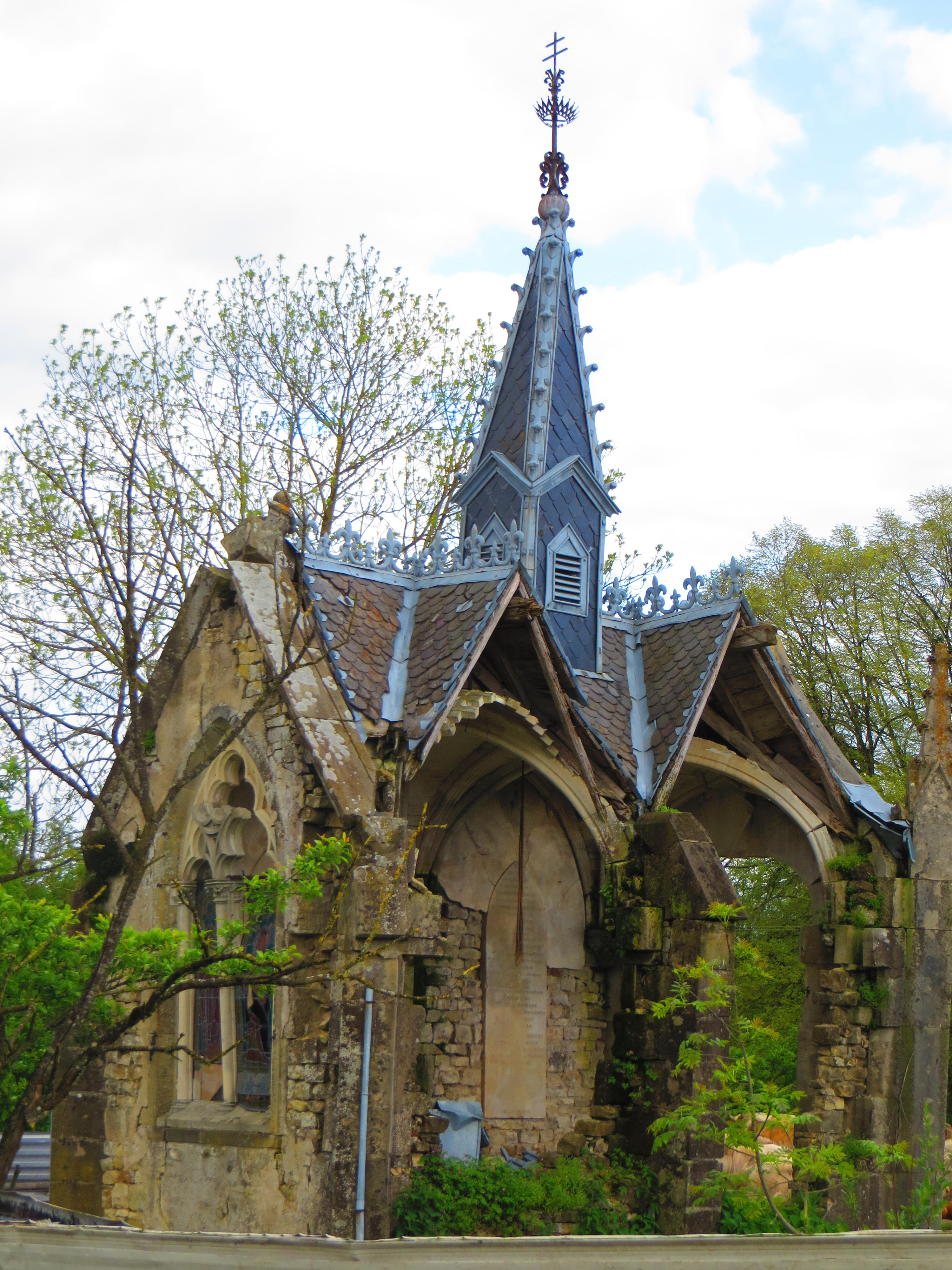
Ruines de la chapelle.
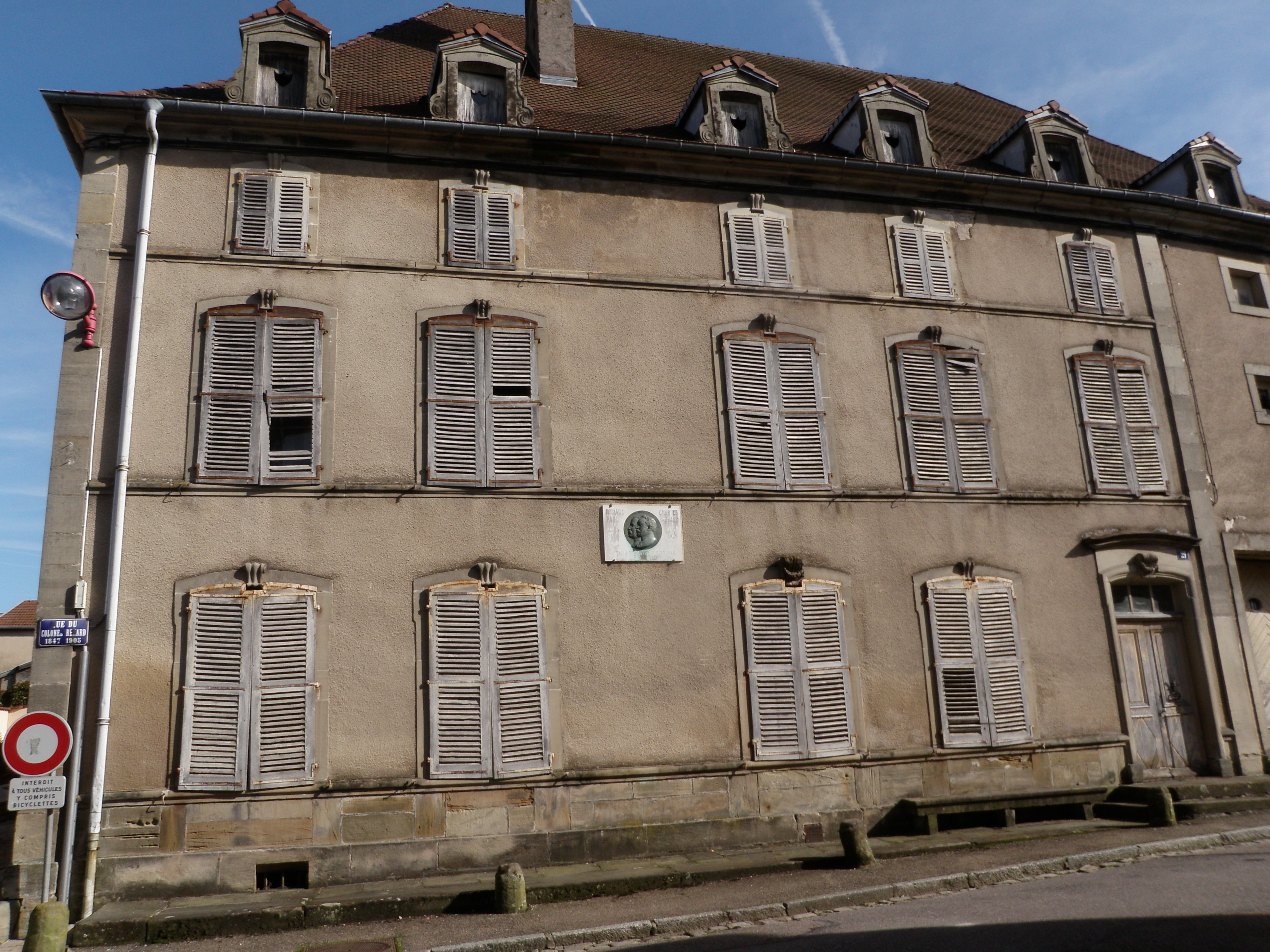
Maison Renard.

- Château de la Trinité (XVIIIe, ancien couvent de l'ordre des Trinitaires) devenu château à partir de sa vente en 1791 lors des événements de la révolution française.
- Maison Renard[64], située 21 rue du colonel Renard, datant du XVIIIe siècle : maison de famille des frères Charles Renard et Paul Renard.

Cadran solaire
- Hôtel de Bourgogne[66],[67], situé 31 rue du colonel Renard, du début du XVIIIe siècle : immeuble inscrit au titre des monuments historiques par arrêté du 28 juillet 1972 pour sa façade avec un remarquable escalier en fer à cheval et classé au même titre et par le même arrêté pour sa pièce à alcôve avec son décor au rez-de-chaussée et la salle voûtée du sous-sol[68].
- Ancien siège du bailliage du Bassigny mouvant, de style classique du XVIIIe (au 10 rue de Bellune) avec une belle façade en pierres sculptées. Une jolie grille ferme une petite cour d'honneur sur le devant.

### Héraldique
| Blason | Blasonnement : D'argent à la grenade de gueules, ouverte d'or, tigée et feuillée de sinople, penchée à senestre. Commentaires : La présence d'une grenade sur un blason lorrain peut surprendre. D'après le site de la commune, la grenade est un symbole d'unité dans la diversité, les nombreux grains, tous différents, sont enfermés dans un même fruit. Elle pourrait symboliser le repeuplement composite du lieu après la guerre de Trente Ans. |

### Personnalités liées à la commune
- Guillaume de la Marche, fondateur du collège de la Marche à Paris, dont le nom a été donné au collège de Lamarche[70].
- Nicolas Carant (1751-1808), né à Lamarche, député des Vosges et maire de Lamarche pendant la Révolution.
- Claude-Victor Perrin, dit Victor, (1764-1841), né à Lamarche, maréchal de France et duc de Bellune.
- Charles Joseph Alexandre Baudel-Martinet (1771-1845), maire de Lamarche et député.
- François-Léopold Bresson (1771-1848), avocat, magistrat et homme politique, né à Lamarche.
- Antoine Joly (1838-1917), relieur, né à Lamarche.
- Charles Renard (1847-1905), colonel, pionnier de l'aérostation, né à Damblain, a passé une grande partie de sa jeunesse à Lamarche.

## Pour approfondir